# Pere Descatlar i de Santa Coloma
Pere Descatlar i de Santa Coloma (Mallorca, ? — Mallorca, 1482) fou un cavaller mallorquí al servei d'Alfons el Magnànim, mestre de la seca de Mallorca i algutzir reial de Mallorca.

## Origen i context històric
Pere Descatlar era fill de Pere Descatlar, senyor de Sa Vall, ses Salines, sa Barrala, Massanella i altres possessions, i d'Antònia de Santa Coloma. Aquesta arrel familiar noble el situà en un context privilegiat dins la societat mallorquina.
La crisi successòria del regne de Nàpols, desencadenada per la mort de Lluís III de Provença el 1434, va marcar l'inici d'un conflicte en què Alfons el Magnànim veié l'oportunitat de conquerir aquest territori. L'agost de 1435, però, el rei caigué presoner a mans de la República de Gènova després de la batalla naval de Ponça, i fou lliurat al duc de Milà, Felip Maria Visconti. Per garantir la seva alliberació, es va sol·licitar un rescat de 70.000 ducats. Pere Descatlar, en aquell moment ja jurat en cap de la Universitat de la Ciutat i Regne de Mallorca, contribuí amb 7.500 florins d'or per ajudar al rescat del monarca.

## Contribucions i privilegis
Durant els anys posteriors, Pere Descatlar va fer diverses contribucions financeres al rei Alfons el Magnànim, incloent-hi 5.000 lliures el 1438 i 9.800 lliures el 1442, a més de subministraments de valor considerable. Com a reconeixement, el monarca li concedí el marquesat de Llucmajor el 1438. Aquest títol, no obstant això, fou contestat pels habitants de la vila, liderats pel batlle Antoni Mut Tomàs, i pel procurador reial Llàtzer de Lloscos, que consideraven que vulnerava les franqueses atorgades per Jaume I i el privilegi de la Unió. El litigi es resolgué a favor dels vilatans.
En compensació, el 1442 obtingué els drets sobre la seca de Mallorca, la casa d'encunyació de moneda, amb una renda anual de 2.000 florins. Aquest títol, conegut com la Bossa d'Or, romangué vinculat a la seva família fins al segle xix.
A més, el 1439, fou nomenat castlà del castell d'Alaró i el 1464 li foren concedides encara 4.500 lliures sobre els drets reials de Selva.

## Els bàndols del Call i de l'Almudaina
Durant el segle xv, la societat mallorquina estava dividida en dos grans bàndols: el del Call i el de l'Almudaina. Aquestes faccions no només representaven sobretot divisions socials i polítiques. El bàndol del Call estava format principalment per famílies com els Descatlar, els Albertí i els Puigdorfila, que residien al barri conegut com el Call, l'antic barri de la comunitat jueva de la ciutat. Per altra banda, el bàndol de l'Almudaina estava integrat per famílies com els Sureda, els Dameto i altres nobles, moltes amb propietats importants a la rodalia de la ciutat.
Els conflictes entre ambdós bàndols no eren només disputes personals, sinó també rivalitats polítiques que es reflectien en el control de les institucions de govern local. Pere Descatlar, com a membre destacat del bàndol del Call, tingué un paper determinant en aquestes disputes, enfrontant-se sovint amb figures prominents del bàndol de l'Almudaina com Arnau Sureda i el seu fill, Pablo Sureda. Tant fou així, que utilitzant les seves relacions amb la monarquia i els seus generosos donatius, aconseguí canviar els règims baix els quals es conformava la Juraria i el Gran i General Consell.

## Càrrecs i llegat
Pere Descatlar també destacà com a procurador general del regne de Mallorca, conseller i jurat en cap de Mallorca el 1445. El seu matrimoni amb Agnès Abrí, pubilla d'una família prominent, reforçà el seu estatus social i econòmic. Els seus descendents, coneguts com a Abrí-Descatlar, continuaren el llegat familiar. Entre les propietats destacades que adquirí hi ha Can Catlar, una casa senyorial emblemàtica a Palma.